# Певерањо
Певерањо (итал. Peveragno) је насеље у Италији у округу Кунео, региону Пијемонт.
Према процени из 2011. у насељу је живело 2604 становника. Насеље се налази на надморској висини од 630 м.

## Становништво
Према резултатима пописа становништва 2011. у општини је живело 5.481 становника.
| 1931. | 1936. | 1951. | 1961. | 1971. | 1981. | 1991. | 2001. | 2011. |
| ----- | ----- | ----- | ----- | ----- | ----- | ----- | ----- | ----- |
| 6.177 | 5.806 | 5.341 | 4.707 | 4.531 | 4.692 | 4.897 | 5.207 | 5.481 |